# Psychologisch contract
Een psychologisch contract is de psychologische relatie tussen de werknemer en de werkgever. Het is een begrip uit de organisatiekunde (onder andere Henry Mintzberg), maar wordt ook wel binnen Humanresourcemanagement gebruikt.
Hoewel een psychologisch contract niet, zoals een arbeidsovereenkomst, juridisch afdwingbaar is, is het een wezenlijk deel van de arbeidsrelatie. Er is altijd sprake van wederkerigheid, en het is afgestemd op de specifieke situatie. Overigens zijn werkgever en werknemer zich er in het algemeen niet van bewust dat er sprake is van een psychologisch contract.
Definities zijn verwoord door Argyris en Schein, Morrison en Robinson, Conway en Briner en Coyle-Shapiro, maar de meest prominente bijdrage is geleverd door Denise Rousseau vanaf de jaren tachtig. Rousseau benadrukt de positie en perspectief van de werknemer en start hiermee en actieve nieuwe generatie discussies omtrent de context en inhoud van het contract. Haar definitie wordt veelvuldig gebruikt: het psychologisch contract bestaat uit een perceptie van beloftes tussen werkgever en werknemer, uitgesproken of impliciet, over hun ruilrelatie.
Er is onduidelijkheid over wie de contractanten kunnen zijn. Dat de werknemer deelneemt is helder maar wie is de contractant aan de kant van de werkgever? (Arnold 1996) Is dat de naaste leidinggevende en zoja wie wordt dat indien een leidinggevende vervangen wordt? Is het de directeur? Het bedrijf aan zich bestaat uit een verzameling van (leidinggevende) medewerkers, die niet één contractant kunnen zijn (Morrison and Robinson, 1997; Coyle-Shapiro, 2004). Dit leidt tot de vraag "wie personifieert de organisatie aan de werkgever kant?"
Het psychologisch contract is dynamisch (Rousseau 1995) en het verandert met de tijd. Werknemers zoeken andere factoren als zij jong en alleenstaand beginnen ten opzichte van werknemers die 10-15 jaar voor een bedrijf werken. Als een reorganisatie zich voordoet, kunnen verwachtingen ook veranderen.
Psychologisch contract theorie heeft relaties met onder andere engagement theorie en leader member exchange theorie.

## Voorbeelden
Een werknemer in een middelgroot kantoor kan bieden:
- Opleidingsvaardigheden;
- Zijn tijd;
- Zijn inzet;
- Een gemotiveerde werkhouding.

Hiervoor kan hij van zijn werkgever verwachten:
- Salaris, met redelijke jaarlijkse verhogingen;
- Waardering;
- Leuke collega's;
- Genoeg vakantiedagen en vrije tijd;
- Zekerheid: een vast contract plus goede pensioenregeling.

Dit verschilt echter van werknemer tot werknemer en van branche tot branche. Een jonge advocaat bij een groot advocatenkantoor kan bijvoorbeeld het volgende contract wensen:
Hij biedt bijvoorbeeld:
- Opleidingsvaardigheden;
- Tijd;
- Inzet;
- Gemotiveerde werkhouding;
- Innovatief en analytisch denkwerk;
- Leiderschapskwaliteiten;
- Bereidheid tot overwerk.

Hij kan hiervoor vragen:
- Salaris, met redelijke jaarlijkse verhogingen;
- Waardering;
- Leuk werk en collega's;
- Zekerheid: na verloop van tijd in vaste dienst kunnen treden;
- Afwisselend en intellectueel uitdagend werk;
- Scholingsmogelijkheden zoals een MBA, of een kans te promoveren;
- Promoties, en na verloop van tijd partner kunnen worden.

Hoogopgeleiden hebben in het algemeen andere carrièreverwachtingen dan laagopgeleiden, waardoor de inhoud van het psychologisch contract met een hoogopgeleide werknemer zal verschillen met dat met een laagopgeleide werknemer. Zo vragen hoogopgeleiden vaker afwisselend en uitdagend werk dan laagopgeleiden. Maar niet alleen de opleiding kan een rol spelen. Een 25-jarige alleenstaande zal zich minder voor een pensioenregeling interesseren dan een 50-jarige. De een zal later graag naar het buitenland willen, van de ander zal dat niet hoeven. Kortom: de inhoud van een psychologisch contract verschilt van persoon tot persoon.

## Een verbroken psychologisch contract
Werkgevers verbreken vaak zonder het zelf te beseffen het psychologisch contract. Ze kunnen immers niet in de hoofden van hun werknemers kijken, en kunnen ook soms niet bieden wat de werknemer wil. Misschien heeft het bedrijf geen budget voor nog een MBA, of misschien zijn er al te veel partners. Misschien gaan de zaken slecht, en kan die extra salarisverhoging er nu even niet af. Een baas die merkt dat hij een psychologisch contract aan het verbreken is, zal daar snel op moeten inspelen. Hij zal moeten proberen een nieuw contract te sluiten, en hier een brug naartoe moeten slaan. Dit kan door bijvoorbeeld iets in de plaats te bieden, of alsnog datgene geven wat de werknemer verwacht (soms is dit niet meer dan een simpel schouderklopje). Een verbroken psychologisch contract leidt namelijk tot sabotage, verzuim, telaatkomen, vertrek of "mentale afwezigheid". De werknemer krijgt niet wat hij verwacht, en zal daarom iedere motivatie verliezen om nog zijn of haar best te doen.